# Riga-balsam

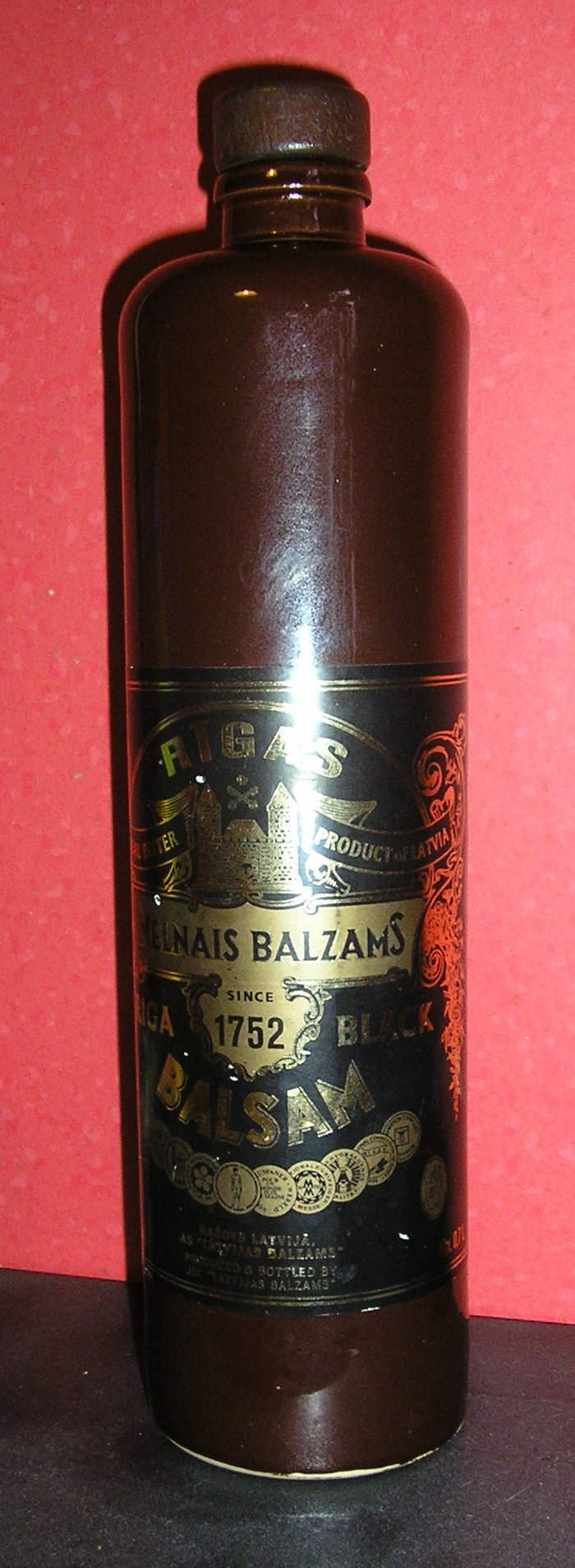
En traditionell flaska Riga-balsam

Balzams eller Riga-balsam är en traditionell lettisk likör. Den innehåller 24 olika örter, kryddor, blommor, oljor och bär. Alkoholhalten är 45 %. Upphovsmannen var Abraham Kunze, en apotekare i Riga som skapade drycken redan runt år 1750. Namnet "balsam" refererar till att drycken från början var tänkt som ett läkemedel. Enligt legenden blev Katarina II magsjuk under ett besök i Riga 1752, men tillfriskande efter att ha druckit Riga-balsam.
2002 firade tillverkaren Latvijas Balzams 250-årsjubileum och varje flaska är handgjord i keramik.
Balzam kan drickas rent eller i te, kaffe, svartvinbärsjuice, brännvin, vodka och i olika drinkar.
Rigabalsam kallades ett starkt antiseptiskt medel som brukade användes vid kompresser, bestående av 70-procentig sprit, utblandad med olika oljor och tinkturer (rosmarin, timjan, gurkmeja, sumatrabensoe).